# Emanuele Filiberto Duca d'Aosta (1932)
Emanuele Filiberto Duca d'Aosta byl italský lehký křižník stejnojmenné třídy. Po válce ho, v rámci reparací, získalo sovětské námořnictvo. Vyřadilo ho na konci 50. let.

## Stavba
Stavba křižníku byla zahájena v roce 1932, dne 22. dubna 1934 byla loď spuštěna na vodu a 13. července 1934 byla uvedena do služby.

## Operační služba
Křižník byl v červenci 1940 nasazen v bitvě u Punta Stilo a bojoval také v prosinci 1941 v první bitvě u Syrty. V červnu 1942 byl nasazen proti spojenecké Operaci Vigorous. V roce 1943 u něj byly odstraněny torpédomety a kulomety, které nahradilo dvanáct 20mm kanónů.
Emanuele Filiberto Duca d'Aosta přečkal válku a 12. února 1949 byl předán do Sovětského svazu, kde sloužil pod názvem Stalingrad a později Kerč.